# Le bourgmestre a dit
 (avril 2016).
Si vous disposez d'ouvrages ou d'articles de référence ou si vous connaissez des sites web de qualité traitant du thème abordé ici, merci de compléter l'article en donnant les références utiles à sa vérifiabilité et en les liant à la section « Notes et références ».
Pour plus de détails, voir Fiche technique et Distribution.
Le bourgmestre a dit est un film belge qui trace le portrait du Bourgmestre belge socialiste Guy Cudell.

## Synopsis
Passionnée par Guy Cudell, qui règne alors depuis cinquante ans sur Saint-Josse-ten-Noode, la commune la plus petite et la plus pauvre de Bruxelles, curieuse de découvrir les ressorts qui l'animent, Marie-Hélène Massin le suit au jour le jour, reconstituant une liturgie, et c'est bien là que se situe l'intérêt du film, qui ne cesse de montrer ses failles, de déraper, de faire surgir des petites fictions amusantes et qui donnent au film toute sa saveur. Ce film montre plutôt la fonction que cet homme incarnait dans ses rapports avec la population.

## Fiche technique
- Titre : Le bourgmestre a dit
- Réalisation et scénario : Marie-Hélène Massin
- Image : Philippe Guilbert et Olivier Pulinckx
- Son : Jean-Jacques Quinet, Ricardo Castro et Eric Chabot
- Montage : Yvan Flasse
- Musique : Jean-Louis Daulne
- Production : Nota Bene, le CBA, ARTE,la RTBF, le Plan 16/9 avec l'aide de la Communauté française de Belgique